# Géza magyar fejedelem

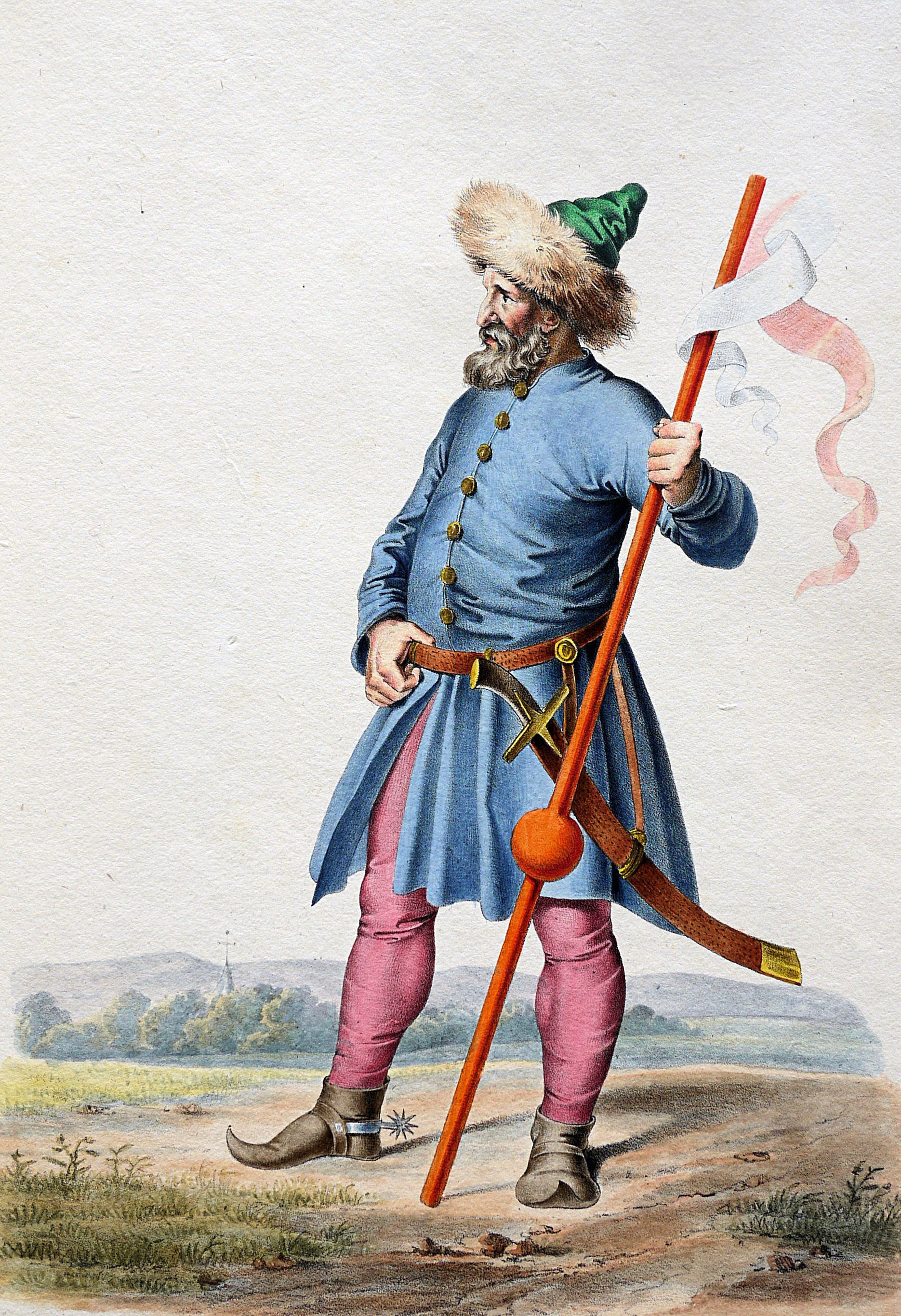
Moritz von Schwind festménye Gézáról Josef Kriehuber litográfiája alapján (1828)

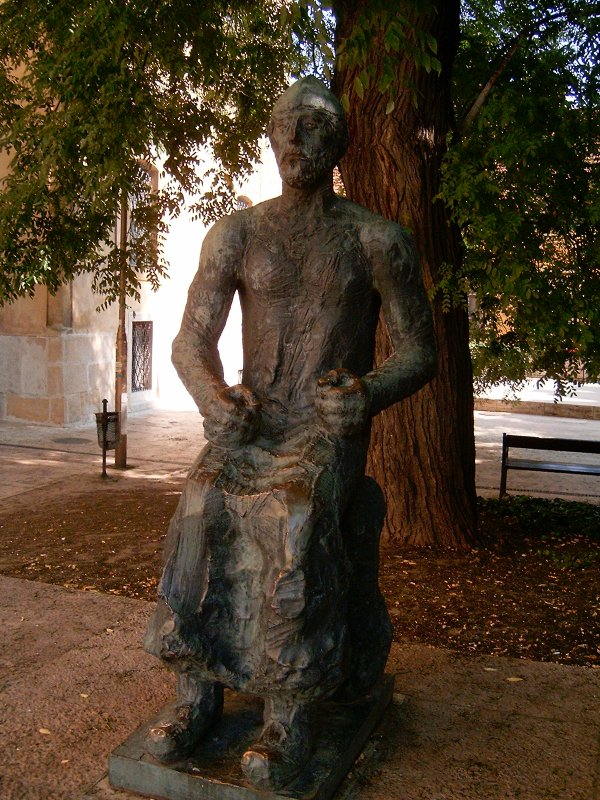
Géza fejedelem szobra Székesfehérvárott. A talapzat felirata: Géza nagyfejedelem 972-997 Fehérvár alapítója

Géza (945–997) magyar fejedelem 972 és 997 között. Apja Taksony fejedelem, anyja egy előkelő besenyő (vagy kazár) nő volt, fia I. István magyar király.
Bíborbanszületett Konstantin úgy hivatkozott rá, mint Magnus Seniorra, amely szó szerint nagyurat jelent. A történészek erre a kifejezésre gyakran alkalmazzák Gézánál szinonimaként a nagyfejedelem elnevezést.
Tengrista vallású fiatalként kezdte pályafutását, Tar Zerind halálát követően magáénak tudhatta a bihari dukátust. Szállása a mai Décsipuszta helyén volt, és a keleti kereskedelmet ellenőrizte. Mivel ebben az időszakban a magyarok a bizánciak ellen is folytattak hadjáratokat, a velük való viaskodások arra ösztökélték Gézát, hogy a politikai helyzet nem teszi a dolgokat kedvezővé, amennyiben hercegként kezdeményező lépéseket tenne a bizánci keresztény tanok felé. Feleségül vette Saroltot, az erdélyi gyula, Zobor lányát. Apja halálát követően, 972-ben megörökölte a fejedelmi címet. A bihari dukátust így Koppány kapta meg. 972-ben jelezte megkeresztelkedési szándékát I. Ottó német-római császár felé. A keresztségben az István nevet kapta Szent István vértanú után, míg öccse a Mihályt. Ottó egyúttal Gézának királyi, míg Mihálynak hercegi címet adományozott.
973-ban a quedlinburgi birodalmi gyűlésre Géza követeket küldött, és nem saját maga, vagy a családjai jelentek meg ott, míg minden más meghívott ennek a szokásnak eleget tett. Ez azt is jelentette, hogy Géza értékelte a szoros viszonyt a többi európai keresztény uralkodóval, de továbbra is igyekezte jelezni azt, hogy ő egy független uralkodó. A feszültség enyhítése érdekében Géza lemondott az Enns és Traisen közti területekről, majd megtiltotta a törzsfőknek, hogy csapataikkal külföldön portyázzanak és fosztogató hadjáratokat kezdeményezzenek. Akik ellene szegültek, azokkal kíméletlenül leszámolt, ami miatt sokszor nevezik Véreskezű Gézának, habár ezekről a belső harcokról nem sokat tudunk. A békét jelentős mértékben meghatározta gyermekeinek kiházasítása. Géza megkereszteltette fiát, Vajkot, aki keresztségben szintén az István nevet kapta. Sarolttól még négy lánya született: Judit, Ilona, Sarolta és egy akinek neve nem maradt fenn az utókor számára. 
Géza volt az a magyar uralkodó, aki elsőként állandó szálláshellyel rendelkezett, székhelye Esztergom volt, amelyet ő alapított Székesfehérvárral együtt. Saroltnak adta Veszprémet, s innentől fogva a veszprémi birtok mindig királynéi birtok volt. 996-ban letelepedtek Pannonhalmán a bencés szerzetesek, és megkezdődött a nyugati kereszténység szerveződése a magyarok körében. Létrejött a veszprémi püspökség is.

## Nevének eredete és címe
A Géza név, ahogy ma használják, nem felel meg a régi kiejtésnek  és hibás olvasásnak köszönheti eredetét. Nevének eredeti olvasata a Gyevi, Gyeü, Győ, Gyű alakok valamelyike lehetett. Magyar helynevekben fennmaradt formái például az (Al)győ, Décs, Décse, Decső. Kicsinyítő képzős formája a Gyevicsa, Décse lehetett. Neve a türk Istemi jabgu (nyugati türk dzsebu, dzsevu) méltóságnevéből származik.
Czuczor Gergely és Fogarasi János, illetve mára már elavultnak tekintett művűk, A magyar nyelv szótára a következőket mondja a Géza névről:
„Geysa szó (a Névtelen jegyzőnél), és Geyche vagy Geycha (a későbbi krónikákban) megfelel a mongol geikcsi szónak, mely fénylőt, vagy geikszen szónak, mely világosodottat jelent (Schmidtnél: der Erleuchtete); az utóbbi egy mongol regében valósággal is eléfordul mint személynév; a k a cs v. sz előtt éppen úgy kimaradhatott, mint szent szóban, mely a latin, sanctus-ból kölcsönöztetett, a t előtt. A föntebbi geikcsi és geikszen a mongolban részesülő, amaz a jelenben, ez a multban, az igető gei am. fényljél, fényeskedjél; fény.”
Bíborbanszületett Kónsztantinosz a magyar fejedelmekkel kapcsolatban feljegyezte a megasz arkhón, Querfurti Brúnó a magnus senior címet. Magyarul ez valószínűleg nagyúr lehetett, ami a törzsek élén álló – törzsfő – urak közül az elsőt, a mindenki felett állót jelentette. Ma ezt sokan nagyfejedelemnek mondják.

## Ifjúkora
Géza még pogány fejedelmi sarjnak született, azaz vallása a török és mongol népekre jellemző tengrizmus lehetett.
Taksony életében, Tar Zerind halála után elnyerte a bihari dukátust. Szállást létesített magának a Körösök szarvasi átkelőjénél Gyécsa faluban, a mai Décsipusztán. Az Al-Duna melletti Gyécsa – ma Divécs – létesítésével pedig ellenőrizhette a keleti kereskedelmet, amely célja ekkor Perejaszlavec volt a Duna-deltában. Ez lehetőséget adott neki diplomáciai kapcsolatok kiépítésére is. Ekkor jött létre Bizánc ellen a magyar-orosz-besenyő-bolgár szövetség, amely azonban 970-ben az arkadiopoliszi csatában döntő vereséget szenvedett Bizánctól. 971-ben Tzimiszkész János bizánci császár elfoglalta Bulgáriát, II. Borisz bolgár cárt foglyul ejtette, az önálló bolgár patriarkátust pedig megszüntette, beolvasztva azt a konstantinápolyiba. Géza számára ekkor már világos volt, hogy a bizánci orientáció, a görög rítusú kereszténység felvétele Magyarország számára nem járható út.
Kicsit korábban, 967 után a magyarokkal barátságos Arnulf bajor herceg leánya, Judit átadta felserdült fiának, Civakodó Henriknek a bajor és karintiai hercegséget, aki a magyarok ellen őrgrófságok felállításába kezdett. 971-re eltűntek tehát a határokról a barátok, a két császár, I. Ottó és I. Jóannész pedig szövetséget kötött egymással. 972 húsvétján II. Ottó társcsászár Rómában a Szent Péter-templomban oltár elé vezette Theofanu görög hercegnőt. A szertartást XIII. János pápa celebrálta. Amikor mindez Géza tudomására jutott, már nagyfejedelemként reagálhatott.
Hercegsége idején vehette feleségül Saroltot,  az erdélyi Zombor gyulának a lányát, aki ekkor talán húszéves sem volt, de azután nagy befolyást gyakorolt egész uralkodására.

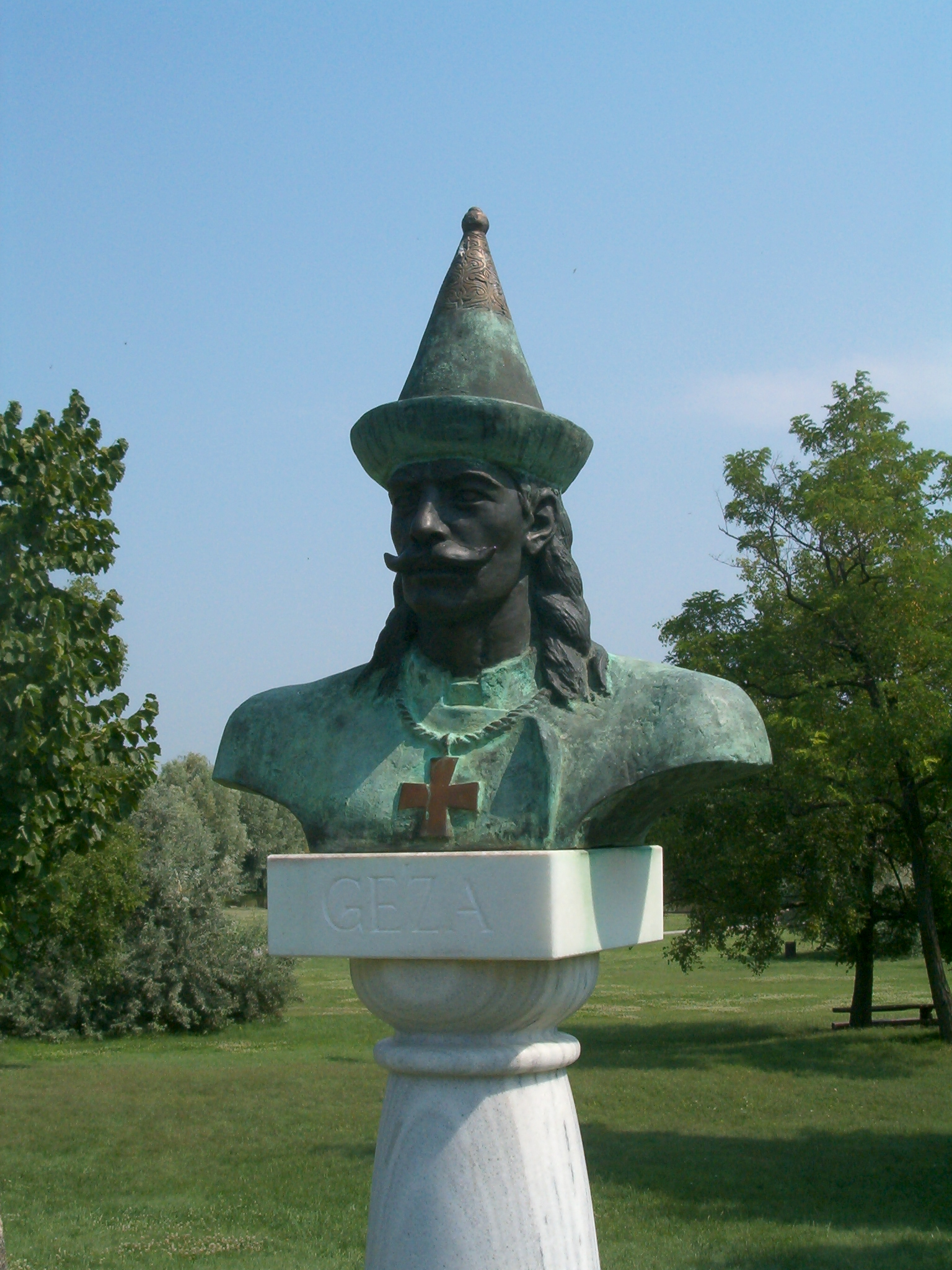
Géza mellszobra

A bihari dukátus fejedelemmé válásakor Tar Zerind fiára, Koppányra szállt.

## Fejedelemsége
972 táján, Taksony nagyfejedelem halála után ő lett a Magyar Nagyfejedelemség uralkodója.
972-ben üzenetet küldött Ottó császárnak, hogy egész családjával meg kíván keresztelkedni. A Rómából hazatérő két Ottó nyáron kelt át az Alpokon Paviából Sankt Gallenba és itt kaphatták meg az üzenetet valószínűleg augusztusban. Keresztelkedése alkalmával – Szent István vértanú után – az István, a vele együtt megkeresztelt öccse a Mihály nevet kapta. A keresztelő szertartást 972-ben az I. Ottó német-római császár által küldött Prunward Sankt Gallen-i szerzetes  (Sankt Gallen-i Bruno), mint térítőpüspök végezte. A fejedelem–herceg páros keresztnevei jelképesek, a Sztefanosz koronát - „megkoszorúzott”-at jelent, azaz királyra jellemző név – Ottó latinul rexnek címezte Gézát –, a karddal ábrázolt Mihály pedig duxra, hercegre.
973 húsvétjára 12 magyar urat küldött Quedlinburgba I. Ottó császárhoz a március 23-án kezdődő birodalmi gyűlésre, ahol személyesen jelent meg II. Boleszláv cseh fejedelem, míg I. Mieszko lengyel fejedelem fiát, Bátor Boleszló herceget küldte maga helyett, és követekkel képviseltette magát Kékfogú Harald dán király, VI. Benedek pápa, I. Jóannész bizánci császár, Vasfejű Pandulf beneventói herceg és a Macedóniában szervezkedő bolgár urak. Az a tény, hogy Géza nem személyesen jelent meg, és családtagjait sem küldte, Györffy György történész szerint azt fejezte ki, hogy ő független uralkodó, amely politikához az Árpádok később is ragaszkodtak. Géza ekkor a béke fejében lemondott az Enns (Linz) és a Traisen (Sankt Pölten) közötti területekről.
Géza megtiltotta a külföldi kalandozásokat. A nagyfejedelmi hatalomtól függetlenségüket megőrizni vágyó törzsi vezetők ellen kíméletlenül lépett fel, ezért az egykorú feljegyzések „véres kezű”-nek nevezik. De ezen belső harcok részleteiről – fia harcaival ellentétben – semmit sem tudunk. Halálakor már csak három törzsfő (Koppány, Prokuj gyula és Ajtony) nem hajlott meg a fejedelmi akarat előtt. Felső-tiszavidéki terjeszkedését jól mutatják a kétélű normann-kardos temetkezések, mivel ilyen fegyvert csak a német fegyveresek használtak az időben a Kárpát-medencében.
Külpolitikájában békére törekedett, hogy belső problémáira koncentrálhasson. E külpolitika szolgálatába állította gyermekei kiházasítását is. Géza nagyfejedelem öt leánya Vitéz Boleszláv lengyel király, Thüringia grófja, Gabriel Radomir Bolgár cár, Orseoló Ottó, Aba Sámuel felségei lettek.
Kifejezetten jó kapcsolatok fűzték a szász dinasztiához, az Ottókhoz, Csak a szintén e dinasztiából való Civakodó Henrik bajor herceggel került kétszer fegyveres összetűzésbe. Az Ottókkal való barátságát azonban megtartotta, sőt melléjük állt, amikor ők is ellentétbe kerültek az ellenük lázadó Henrik herceggel.
984 körül Géza újra elfoglalta Melket és elnéptelenítette a környéket. Erről a területről ugyanis az I. és II. Ottóval kötött szerződésben mondott le, de 983-ban már II. Ottó is meghalt. 985-ben azután a német birodalmi gyűlés rendezte a bajor hercegség körüli problémákat, Babenberg Lipót osztrák őrgróf visszafoglalta Melket, Géza pedig harc nélkül feladta a nemrég elfoglalt területeket. 991-ben pedig Civakodó Henriknek sikerült benyomulnia a Bécsi-medencébe is, már talán ekkor lett a Lajta a határfolyó. Géza udvarába a zűrös bajor szomszédság miatt fogadott be a közeli bajor területek helyett sváb földről jött lovagokat, mint Hont és Pázmány, Orci lovag, Vecelin lovag.
Wolfgang barát, Pilgrim passaui és Szent Adalbert prágai püspök karolták fel elsősorban a hittérítés ügyét Magyarországon. Az új hittel karöltve járt az egységes monarchia elvének terjedése. Utódjául a keresztségben István nevet kapó Vajkot jelölte, aki Gizellát, IV. Henrik bajor herceg (a későbbi II. Henrik német-római császár) húgát vette nőül. A bajor hercegnővel páncélos lovagok (Vecelin, Hont, Pázmány stb.), valamint iparosok és kereskedők érkeztek Magyarországra. Géza 25 éves uralkodása mély nyomokat hagyott a nemzet életében.

## Családja

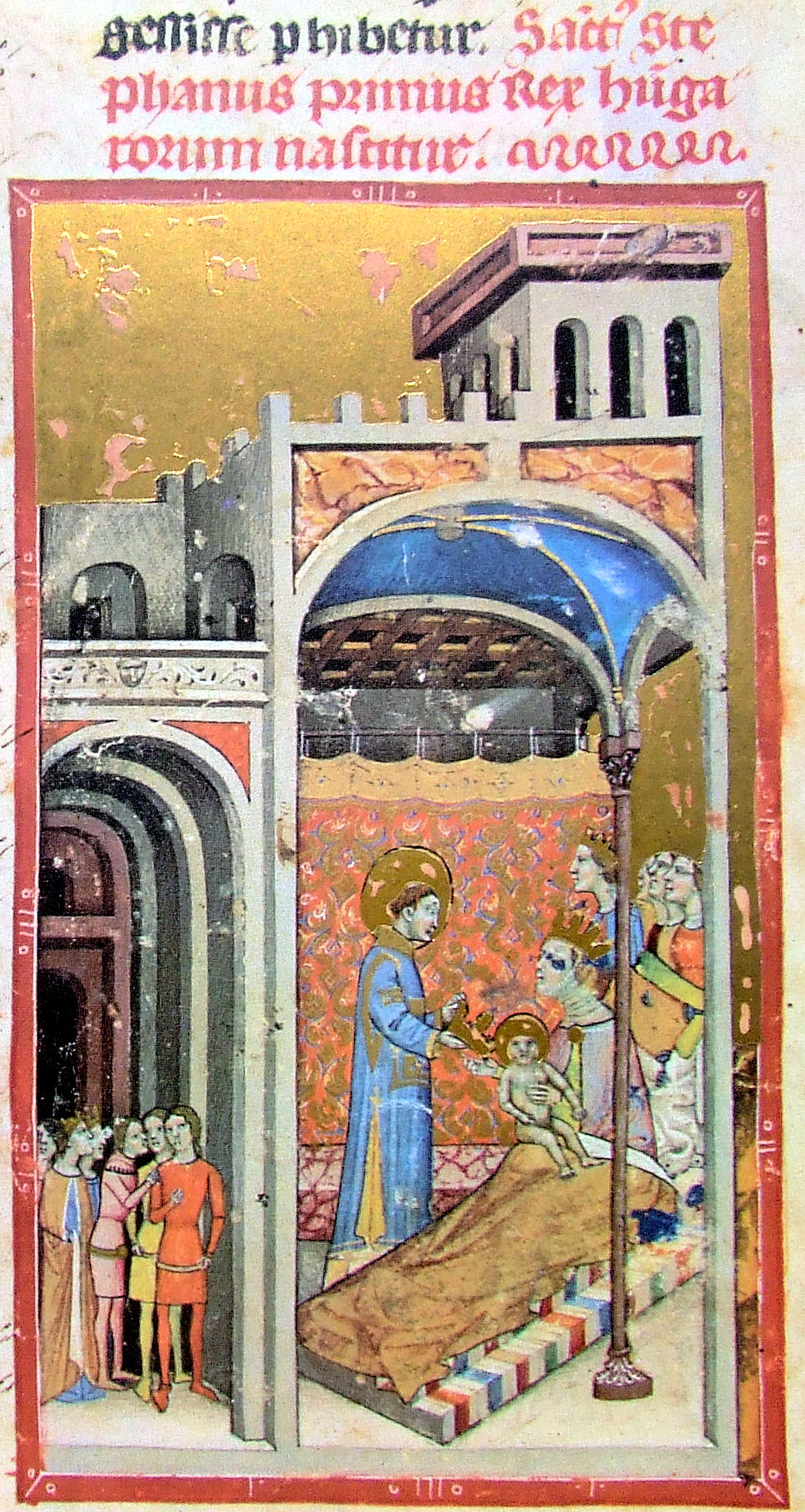
Géza és Sarolt fejedelemasszony fiának, Vajknak születése, akinek Szent István vértanú hozza a koronát (Képes krónika)

Egyetlen fivére, Mihály  – pogány neve Györffy György szerint Béla – ismert.
Mihály fia volt az István által megvakíttatott Vazul, akitől azután férfiágon a további Árpád-házi királyok származtak.
Feleségétől, Sarolttól egy fia és négy lánya született ismereteink szerint:
- Legidősebb lányát (Juditot) Vitéz Boleszláv lengyel fejedelemhez adta feleségül, a házasság azonban nem volt tartós. Egy gyermek, Veszprém született belőle. Az elvált Judit később Gavril Radomir bolgár trónörökös felesége lett, ez a házasság sem volt tartós. Gyermekük Delján Péter, a későbbi bolgár cár.
- Fia, Vajk, megkeresztelve István, Magyarország első királya, aki Civakodó Henrik bajor herceg lányát, Gizellát vette feleségül.
- egyik lánya, Ilona (egyes források szerint Gizella vagy Mária)[10] Orseolo Ottó velencei dózse felesége, és a későbbi Péter király anyja lett
- egy másik lánya, Sarolta[11]  egyik – minden bizonnyal kabar – főembere felesége és Aba Sámuel király anyja lett

## Vezérei

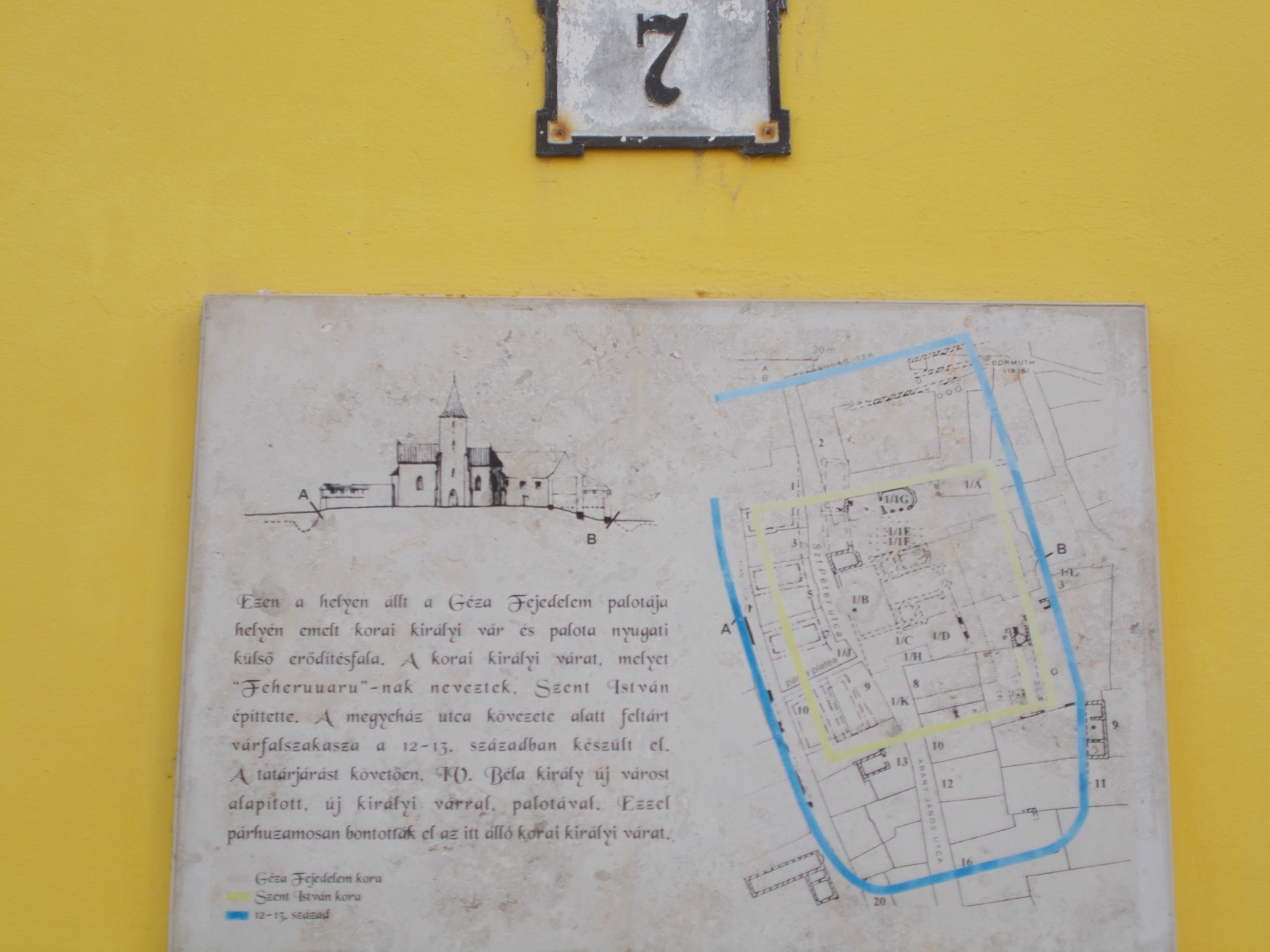
Géza fejedelem palotájának és I. István első várának emléktáblája Székesfehérvárott

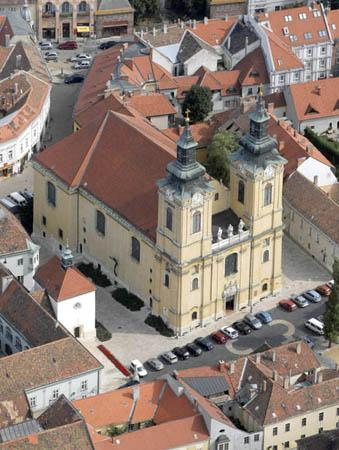
A székesfehérvári Szt. István-bazilika. A főbejárat előtt látható Géza templomának alaprajza

A 13. századi ún. Varsói Krónika Adelhaid lengyel hercegnőt tartja Géza fejedelem feleségének, I. István király anyjának. Felmerült, hogy esetleg Adelhaid a második felesége és két lányának anyja lett volna, de ezt a nézetet a magyar kutatás nem tette magáévá.
Géza kíséretének tagjairól hallgatnak a források, nem ismerjük annak a 12 főembernek a nevét sem, akiket 973-ban a quedlinburgi birodalmi gyűlésre küldött. Csak a krónikák egy-két utalásából ismerünk néhány nevet, mint pl. az Ond vezértől származó Bár–Kalán nemzetség Géza-kori tagjait, Kalánt, Beledet és Kajánt. Beledet valószínűleg határőrizeti feladatokkal is megbízta Géza, erről tanúskodnak az Rába-közeli helynevek, mint Beled és Beled (Ausztria).
Az Anonymus által az Aba nemzetség felmenői között említett Pata (Gyöngyöspata) is Géza idősebb kortársa, kíséretének tagja lehetett, akinek neve helynévben Nyitra vidékén is előfordul (Vágpatta), és a kolozsi sóbánya mellett is (Kolozspata), aminek felügyeletét talán rá bízhatta Géza.

## Szálláshelyei
Hercegi szálláshelyeit a nyitrai dukátus területén a Nyitra vármegyei Décse, a bihari dukátus területén a Békés vármegyei Décsi puszta, az aldunai dukátus területén a Krassó vármegyei Divics mutathatják.
Taksony halálakor Géza nem apja védettebb Duna balparti fejedelmi partvonalát választotta, hanem visszatért a 955 előtti jobbpartra. Ez a javuló nyugati kapcsolatok miatt volt lehetséges. Téli szállása a Mecsek déli lejtőin a Pécsvárad melletti mára már elpusztult Décséd lehetett, míg nyári szállása a Hont vármegyei Devicse.
A javuló nyugati kapcsolatok eredményeképpen ő volt az első, aki állandó székhelyet is választott magának Esztergomban. A vár mellett közvetlenül a városnak nevet is adó kézművestelep létesült, bőrpáncélkészítő szolgálónéppel. A délszlávban a sztrgun „bőrműves”, a dunai bolgár-törökben az esztrigin/esztrogin „bőrpáncél-készítő” jelentéssel bír.
Az egykor Falicsi fejedelem által birtokolt Veszprémet Saroltnak engedte át, itt kezdődött az a későbbi szokás, hogy Veszprém mindig királynéi birtok volt.
Erdélyben a gyulák voltak a fő birtokosok, de a tordai és dési sóbánya melletti Marosdécse és Dés udvarhelyek mutatják, hogy egy-két sóbányát az Árpádok már ekkor is maguknak tartottak fenn.
Géza fejedelem alapította a későbbi Magyar Királyságban is fontos szerepköröket betöltő két várost, Esztergomot és Székesfehérvárt. I. István királlyá koronázása után Esztergomot a vallási, Fehérvárt a világi központjává tette az országnak.

## Vallási tevékenysége
Géza fejedelem engedélyével bencés szerzetesek egy csoportja, a csehországi Břevnovban alapított monostorból jött Magyarországra téríteni és 996-ban Pannonhalmán le is telepedtek.
Uralma alatt kezdődött a nyugati rítusú egyházszervezet kiépítése. Ekkor alapították a veszprémi püspökséget és ekkor kezdődött a pannonhalmi apátság építése. Hozzá, illetve az apja miatt görög rítusú keresztény Sarolthoz kapcsolják a veszprémvölgyi apácakolostor alapítását, a görög nyelvű Veszprémvölgyi oklevél kiadását.
A székesfehérvári négykaréjos, centrális, bizánci stílusú templomot egyesek szerint Szent Péternek szentelték. Alapfalait 1971-ben tárták föl, eltérő színű útburkolat jelzi a fehérvári székesegyház előtt (a képen). Gézát a XV. században élő Dlugosz lengyel krónikás szerint ebben a templomban helyezték örök nyugalomra. A krónikás hitelessége azonban bizonytalan, lévén, hogy a megnevezett templom nevét rosszul tudta, valamint szerinte Géza feleségét nem Saroltnak, hanem Adelheidnek hívták. Tovább növeli a bizonytalanságot, hogy a négykaréjos templom építését nem tudták a feltárások datálni, Géza-kori sírhelyek sem kerültek elő.